# Caminothujaria molukkana
Caminothujaria molukkana is een hydroïdpoliep uit de familie Sertulariidae. De poliep komt uit het geslacht Caminothujaria. Caminothujaria molukkana werd in 1896 voor het eerst wetenschappelijk beschreven door von Campenhausen. 